# 迪纳摩体育协会 (民主德国)
迪納摩體育協會或迪納摩体协（德語：Sportvereinigung Dynamoⓘ），是民主德国的一个行业性体育组织，它的會員主要是來自保安部隊諸如德國人民警察與國家安全部的成員。協會成立於1953年，1990年德國統一后解散，而協會主席一直由埃里希·梅尔克擔任。總部設在東柏林霍恩施豪森靠近史塔西的總部。